# Windpark Spremberg
Der Windpark Spremberg ist eine Anlage zur Gewinnung von elektrischer Energie aus Windkraft. Er liegt etwa fünf Kilometer vom Stadtzentrum von Spremberg entfernt in östlicher Richtung.
Die in Anspruch genommene Fläche, in Teilen der Stadtwald von Spremberg, liegt auf einer Anhöhe und bietet daher ideale Bedingungen zum Betreiben dieser Anlagen.
Eigentümer ist die Fondsgesellschaft Ampere Equity Fund. Sie hat die Gesamtanlage im April 2009 von der WSB Neue Energien GmbH Sachsen erworben, die bei den Ausschreibungen für die Errichtung des Windparks Spremberg unter 21 Bewerbern als Sieger hervorgegangen war.
Der Park besteht aus neun Windenergieanlagen vom Typ Fuhrländer FL-2500 mit einer Nabenhöhe von 141 m und einem Rotordurchmesser von 100 m. Die installierte elektrische Leistung beträgt 9 × 2,5 MW, also insgesamt 22,5 MW. Damit soll es möglich sein, etwa 60.000 Personen mit Strom zu versorgen. Pro Jahr wird mit einer Stromerzeugung von etwa 55 GWh gerechnet. Nach Fertigstellung ist der Windpark Spremberg der höchste Gittermastwindpark der Welt. Das zeitweilig höchste einzelne Gittermastwindrad der Welt steht im Brandenburgischen Laasow.
Der Windpark Spremberg bildet einen anschaulichen Kontrast zu dem sich in Sichtweite befindlichen Braunkohlekraftwerk Schwarze Pumpe.

## Bau

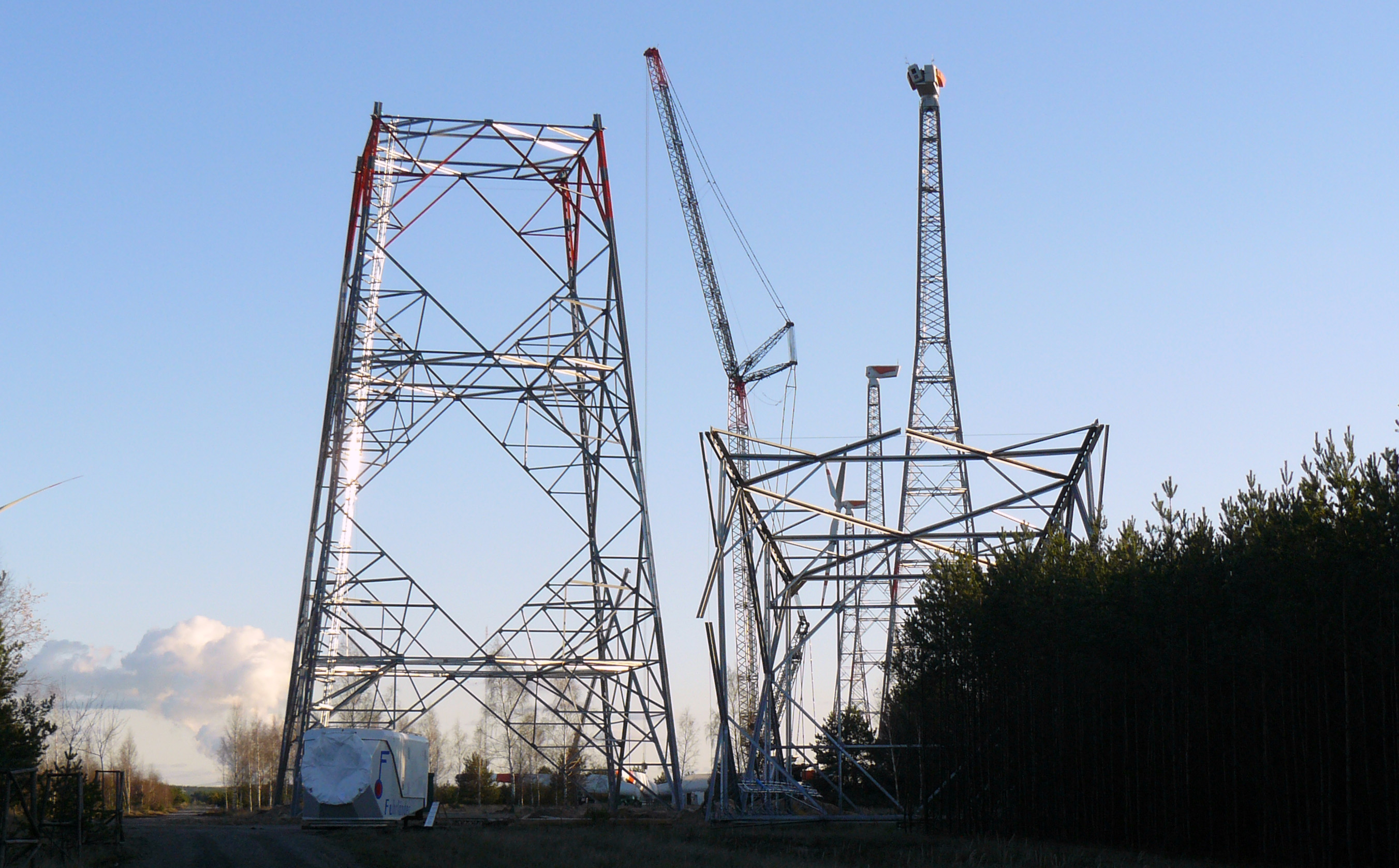
Windpark Spremberg während der Bauphase

Im Jahr 2003 wurde das Gebiet des jetzigen Windparks Spremberg als Gebiet für Windkraftanlagen ausgewiesen. Über die endgültige Bauhöhe gab es zwischen der Betreibergesellschaft und der Stadt Spremberg bis zuletzt unterschiedliche Ansichten. Die Stadt Spremberg forderte, dass die Windenergieanlagen eine Gesamthöhe von 180 m nicht überschreiten. Die WSB Neue Energien GmbH, die als Gewinner der Ausschreibung unter 21 Mitbewerbern hervorgegangen war, hielt aber an den ursprünglichen Plänen fest, Windenergieanlagen von bis zu 195 m Gesamthöhe zu errichten. 
Erst im Dezember 2006 beschloss die Spremberger Stadtverordnetenversammlung, der geforderten Gesamthöhe von 195 m statt zu geben. Im Januar 2008 wurden die Fundamente für die geplanten neun Windenergieanlagen hergestellt. Mit der Errichtung der Gittermastkonstruktion, die ein Gewicht von 350 Tonnen hat, wurde im September 2008 begonnen. Der erste Gittermast, noch ohne Gondel und Flügel, stand am 12. September 2008. Am 6. Oktober 2008 wurde dieser durch die bereits am Boden vormontierten Teile, wie Rotor, Maschinenhaus (mit Generator, Getriebe, Trafo und der kompletten Steuerung) sowie Rotorblätter, welche zusammen ein Gewicht von etwa 60 Tonnen (Rotor) bzw. 96 Tonnen (Gondel) haben, komplettiert.
Am 17. April 2009 wurde bekannt, dass die WSB Neue Energien GmbH den Windpark Spremberg zu 100 % an die holländische Fondsgesellschaft Ampere Equity Fund verkauft hatte.
Nachdem alle Abnahmeversuche erfolgreich verlaufen waren, wurde der Windpark Spremberg am 19. Mai 2009 mit einem symbolischen Netzanschluss in Betrieb genommen.
Die Gesamtinvestitionssumme beläuft sich auf ungefähr 35 Millionen Euro.

## Besonderheiten
Die für die Windkraftanlagen notwendigen Flügel mit einer Gesamtlänge von jeweils 50 m mussten bei der Anlieferung durch die Innenstadt über den Marktplatz von Spremberg transportiert werden. Dieser Weg machte sich erforderlich, da alle anderen Zufahrten nicht den erforderlichen Wenderadius aufwiesen.
Zur Errichtung der Windkraftanlagen wurde der größte mobile Autokran der Welt genutzt. Sein Aufbau dauert etwa zwei Wochen und die benötigten Teile sind dabei auf 30 Schwerlasttransportern verteilt.

## Störungen
Am 8. September 2010 kam es im Umspannwerk des Windparks zu einem Trafobrand, wodurch die Gesamtanlage bis zum 13. Oktober 2010 außer Betrieb war.